# Xianbei

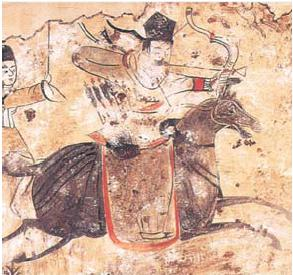
Dipinto raffigurante un arciere xianbei

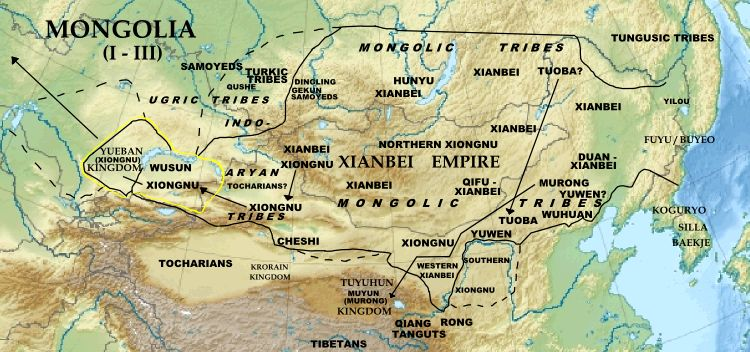
Lo stato Xianbei (I-III secolo).

Gli Xianbei (/ʃjɛnˈbeɪ/; 鮮卑T, 鲜卑S, XiānbēiP, Hsien-peiW) erano un gruppo etnico di popoli nomadi che risiedevano negli odierni territori della Mongolia orientale, della Mongolia Interna e della Cina nordorientale. Insieme agli Xiongnu, furono uno dei maggiori gruppi nomadi della Cina settentrionale dalla dinastia Han alle dinastie del Nord e del Sud. Stabilirono infine le proprie dinastie settentrionali come quella dei Wei del Nord, fondata nel IV secolo d.C. dal clan Tuoba. Durante la rivolta dei Cinque popoli barbari essi vennero identificati dai Cinesi Han come uno dei Cinque popoli barbari.

## Etimologia
Paul Pelliot ricostruisce approssimativamente la pronuncia cinese Han orientale di 鮮卑 come *serbi dopo aver notato che gli scribi cinesi usavano 鮮 per trascrivere il persiano medio sēr (leone). L'altro carattere 卑 era usato per trascrivere la sillaba straniera /pi/; ad esempio, il sanscrito गोपी gopī "mungitrice, bovara" nel cinese medio 瞿卑 kɨoH-piᴇ. 室韋T, ShìwéiP (cinese medio *ɕiɪt̚-ɦʉi < *sirwi) è probabilmente la forma posteriore di Xiānbēi. *Särpi potrebbe essere legato, da una parte, alla radice mongolica *ser ~ *sir "cresta, pelo ispido, sporgere, proiettare, ecc." (cf. khalkha сэрвэн "cresta, pelo ispido, sporgere, proiettare"); dall'altra parte, Mänchen-Helfen considera *särpi un prestito linguistico indoeuropeo (cf. greco ἅρπη "uccello da preda").

## Lingua
È ampiamente teorizzato che gli Xianbei parlassero una lingua imparentata con le lingue mongoliche. Claus Schönig scrive:
È anche possibile che gli Xianbei parlassero più di una lingua.

## Genetica e antropologia

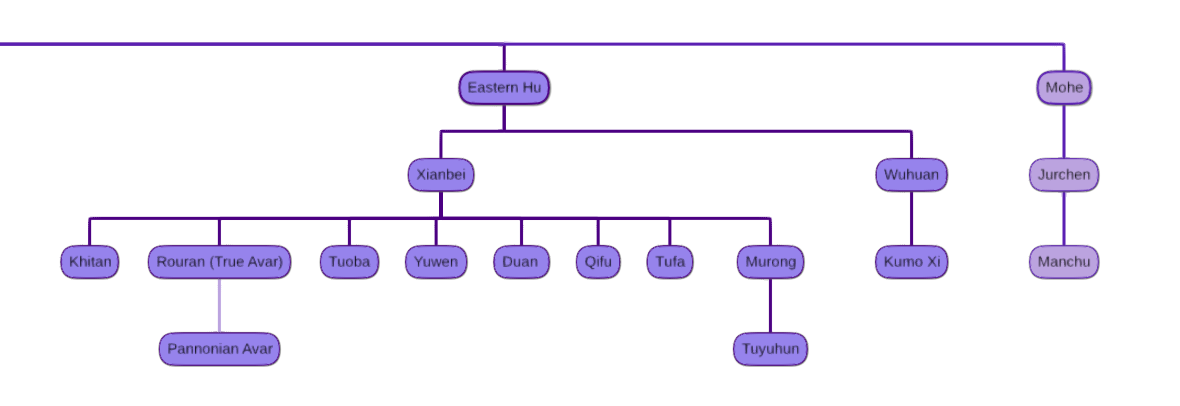
Lignaggio degli Xianbei

Le origini degli Xianbei non sono chiare. È provato che erano una popolazione mongoloide. Gli antropologi cinesi Zhu Hong e Zhang Quan‐chao studiarono crani xianbei provenienti da vari siti della Mongolia Interna e notarono che le loro caratteristiche antropologiche mostrano che il tipo etnico è strettamente imparentato ai moderni Mongoloidi asiatico-orientali, e che alcune caratteristiche fisiche di quei teschi sono più vicine ai moderni Mongoli, Manciù e Cinesi Han.
Analisi genetiche di popolazioni xianbei vecchie di 1.500-1.800 anni furono condotte sui resti di 17 individui con DNA mitocondriale (mtDNA) tuoba xianbei provenienti dal cimitero di Shangdu Dongdajing (Mongolia Interna). Gli aplogruppi presentati sono caratterizzati tipicamente nella popolazione mongoloide come 29,5% C, 23,5% D4, 17,6% D5, 17,6% A, 5,9% B e 5,9% G.
Le analisi sui marcatori dell'Y-DNA degli antichi individui della Cina settentrionale e della Mongolia moderna mostrarono che gli Xianbei appartengono agli aplogruppi C-M217, N-M231 O-M175 e Q-M242. Gli Xianbei sono da un lato imparentati molto strettamente con gli Xiongnu e i Mongoli e dall'altro lato con i Cinesi Han. È possibile che gli Xianbei fossero una federazione multietnica consistente di popoli nomadi settentrionali e agricoltori meridionali che si unirono o adottarono uno stile di vita nomade.
Altre ricerche scoprirono una relazione tra gli individui xianbei e i moderni Oroqen, Evenchi e Mongoli Esterni. Specialmente gli Oroqen tungusi mostrano una stretta relazione con gli Xianbei.

## Storia
I testi storici cinesi affermano inequivocabilmente che gli Xianbei erano discendenti dei precedenti Donghu, gli "Hu orientali" in base alle cronache cinesi. 

### Era dei Qin-Han
Dopo essere stati sconfitti da Modu Chanyu, sovrano degli Xiongnu, intorno al 208 a.C., i Donghu si spaccarono in Xianbei e Wuhuan. Il Libro degli Han posteriori dice che "la lingua e la cultura degli Xianbei sono le stesse degli Wuhuan".
Le Cronache dei Tre Regni dicono: 
Il Libro degli Han posteriori registra un memoriale presentato nel 177:
Un altro memoriale presentato nel 185 è registrato dal Libro degli Han posteriori:
Intorno al 155 d.C., gli Xiongnu settentrionali furono "schiacciati e soggiogati". Il loro capo, conosciuto dai cinesi come Tan-shih-huai, allora avanzò e sconfisse i Wusun dell'Ili entro il 166 d.C. Formò poi un'alleanza con gli Xiongnu meridionali per attaccare Shensi e Kansu. La Cina respinse con successo i loro attacchi nel 158, 177 e 279

### I Sedici Regni e i Wei settentrionali
Il III secolo vide sia la frammentazione degli Xianbei nel 235 sia l'espandersi delle varie tribù xianbei, che dovevano più tardi stabilire sei significativi imperi propri come gli Yan anteriori (281-370), gli Yan occidentali (384-394), gli Yan settentrionali (384-407), gli Yan meridionali (398-410), i Qin occidentali (385-430) e i Liang meridionali (397-414).
La maggior parte di essi furono unificati dagli Xianbei Tuoba, che stabilire i Wei settentrionali (386-535), la prima delle dinastie del Nord (386-581) fondate dagli Xianbei.

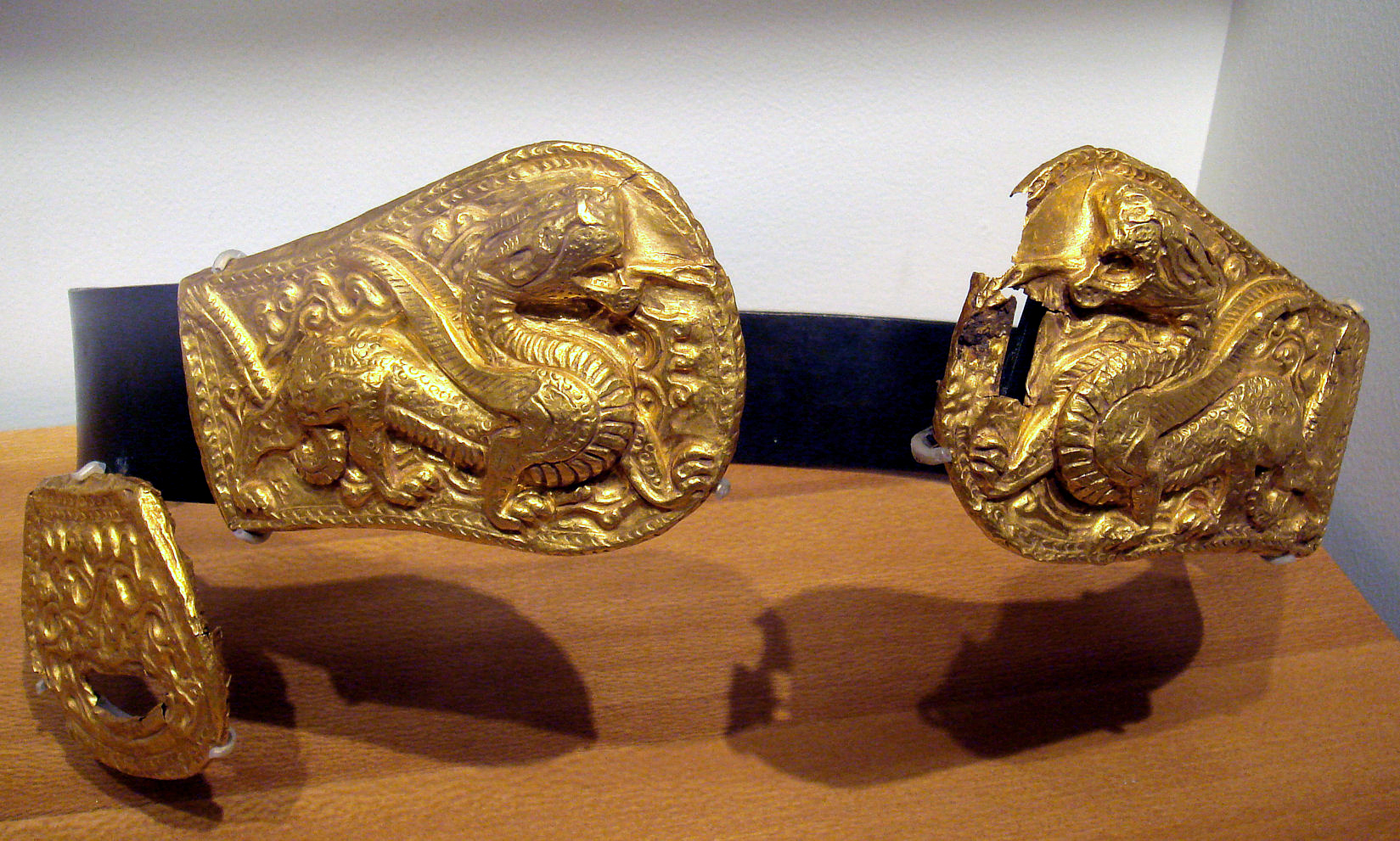
Fibbie di cinture xianbei, III-IV secolo d.C.

Nel 534, i Wei settentrionali si divisero in Wei orientali (534-550) e Wei occidentali (535-556) dopo un'insurrezione nelle steppe della Cina settentrionale abitata dagli Xianbei e altri popoli nomadi. I primi evolsero nei Qi settentrionali (550-577), e i secondi negli Zhou settentrionali (557-581), mentre le dinastie meridionali furono spinte a sud del Fiume Azzurro. Nel 581, il Primo Ministro degli Zhou settentrionali, Yang Jian, fondò la dinastia Sui (581-618). Suo figlio, il futuro imperatore Yang dei Sui, annientò i Chen meridionali (557-589), l'ultimo regno delle dinastie meridionali, in tal modo unificando la Cina settentrionale e meridionale. Dopo che Sui giunsero al termine tra ribellioni contadine e truppe meridionali, suo cugino, Li Yuan, fondò la dinastia Tang (618-907); Li condusse la Cina a svilupparsi in uno dei più prosperi stati della Storia. Le dinastie Sui e Tang furono fondate da generali cinesi Han che servirono anche la dinastia dei Wei settentrionali. Attraverso queste istituzioni politiche, gli Xianbei che entrarono in Cina si fusero in gran parte con gli Han, come dimostrano esempi quali la moglie dell'imperatore Gaozu dei Tang, la duchessa Dou, e la moglie dell'imperatore Taizong dei Tang (Li Shimin), l'imperatrice Zhangsun, entrambe le quali avevano ascendenza xianbei, mentre quelli che rimasero dietro nella prateria settentrionale emersero come potenze successive per dominare sulla Cina.

## Arte
L'arte degli Xianbei ritraeva il loro stile di vita nomade e consisteva principalmente di oggetti metallici e statuine. Lo stile e i soggetti dell'arte xianbei erano influenzati da una varietà di influenze e, in definitiva, gli Xianbei erano noti per enfatizzare peculiari motivi nomadi nei progressi artistici come copricapi di foglie, raffigurazioni di animali accucciati e geometrizzati collane con ciondoli a forma di animali e lavori a traforo di metallo.

### Copricapi di foglie

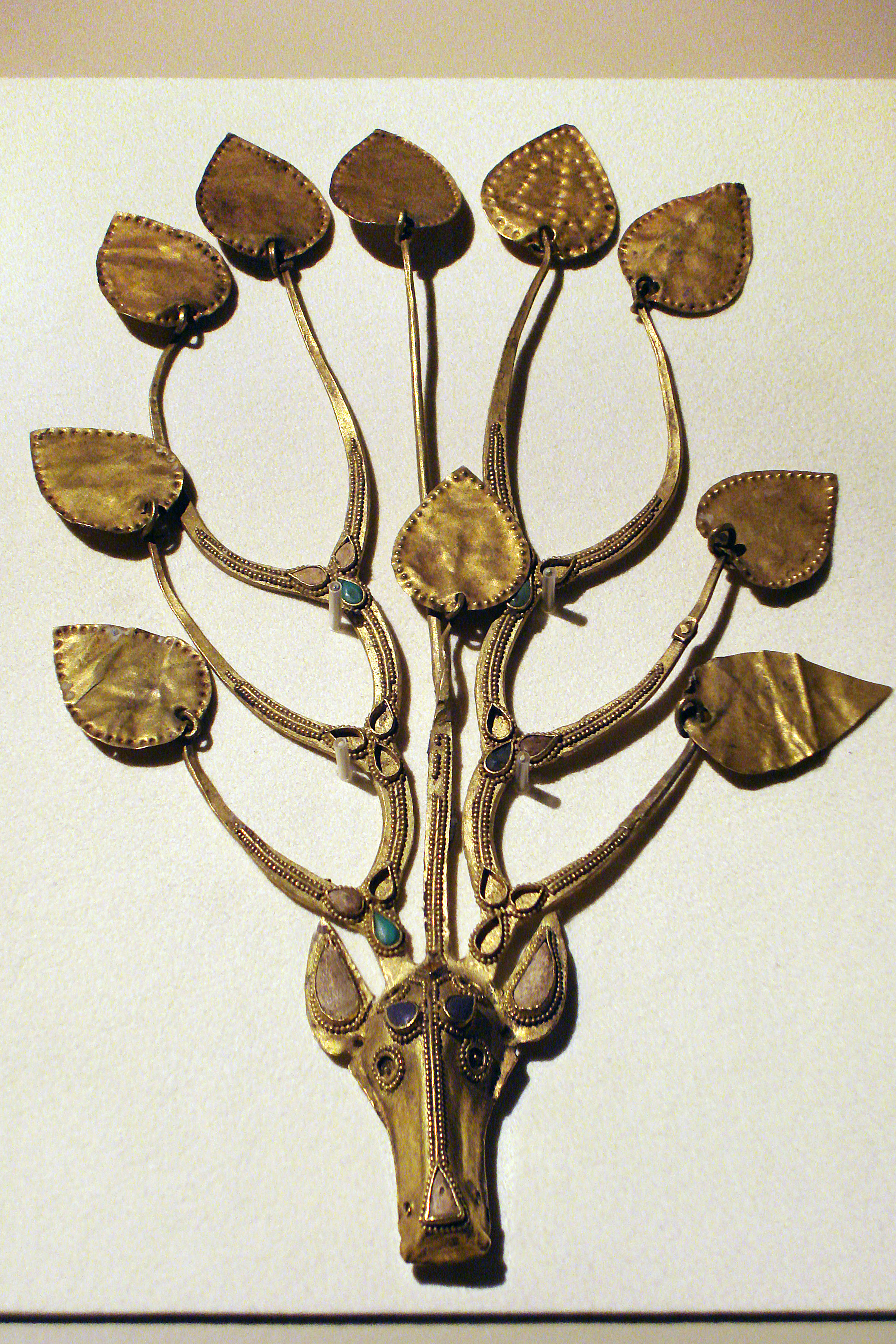
Copricapo di foglie xianbei in oro, che raffigura la testa di un cavallo e corna ramificate. Era delle dinastie settentrionali (386-581 d.C.)

I copricapi di foglie erano molto caratteristici della cultura xianbei, e si trovano specialmentenelle tombe xianbei di Murong. Anche il loro corrispondente stile ornamentale lega gli Xianbei alla Battria. Questi ornamenti d'oro per cappelli rappresentavano alberi e corna ramificate e, in cinese, sono designati come buyao ("oscillazione con il passo") poiché le sottili foglie di metallo si muovono con i movimenti di chi le indossa. Sun Guoping scoprì per primo questo tipo di manufatto e definì tre stili principali: "albero in fiore" (huashu), che si monta sul davanti di un berretto vicino alla fronte e ha uno o più rami con foglie pendenti a forma di cerchi o goccioline,  "cima in fiore": (dinghua), che si indossa in cima alla testa assomiglia a un albero o un animale con molti ciondoli a foglia, e il raro "vite in fiore" (huaman), che consiste di "strisce d'oro intrecciate con fili e foglie".  Imcopricapi di foglie erano fatti con oro battuto e decorati punzonando i disegni e appendendo i ciondoli a foglia con il filo. L'esatta origine, uso e modo di portare questi copricapi è ancora in corso di indagine e di verifica. Tuttavia, copricapi simili a quelli esistettero anche dopo ed erano indossati dalle donne nelle corti.

### Iconografia animale
Un'altra forma chiave dell'arte xianbei è l'iconografia animale, che fu implementata principalmente in oggetti metallici. Gli Xianbei ritraevano stilisticamente gli animali accovacciati in forme geometrizzate, astratte, ripetute, e distinguevano la loro cultura e la loro arte raffigurando la predazione animale e il combattimento tra animali della stessa specie. Tipicamente, erano illustrate pecore, cervi e cavalli. I manufatti, di solito piastre o ciondoli, erano fatti di metallo, e gli sfondi erano decorati con trafori o paesaggi montani, il che si rifà allo stile di vita nomade degli Xianbei. Con le figure degli animali ripetute, uno sfondo traforato e una cornice rettangolare, l'immagine tipica della piastra con i tre cervi è un paradigma dello stile dell'arte xianbei. I supporti concavi delle piastre implicano che queste erano fatte usando la fusione a cera persa o che disegni in rilievo erano impressi sul retro di lamine di ferro battuto.

### Cavalli
Le tradizioni nomadi degli Xianbei li ispirarono a ritrarre i cavalli nelle loro opere d'arte. Il cavallo svolgeva un ruolo importante nell'esistenza degli Xianbei come popolo nomade, e in una tomba un cranio di cavallo giaceva in cima a campanelli, fibbie e ornamenti xianbei, una sella e una staffa di bronzo dorato. Gli Xianbei non solo crearono opere d'arte per i loro cavalli, ma fecero anche opere d'arte per raffigurare i cavalli. Un altro motivo ricorrente era il cavallo alato. È stato suggerito dall'archeologo Su Bai che questo simbolo era un "anlt sotto forma di cavallo" a causa della sua importanza nella mitologia xianbei.  Si pensa che questo simbolo abbia guidato una prima migrazione meridionale degli Xianbei, ed è un'immagine ricorrente in molte delle loro forme d'arte.

### Statuine

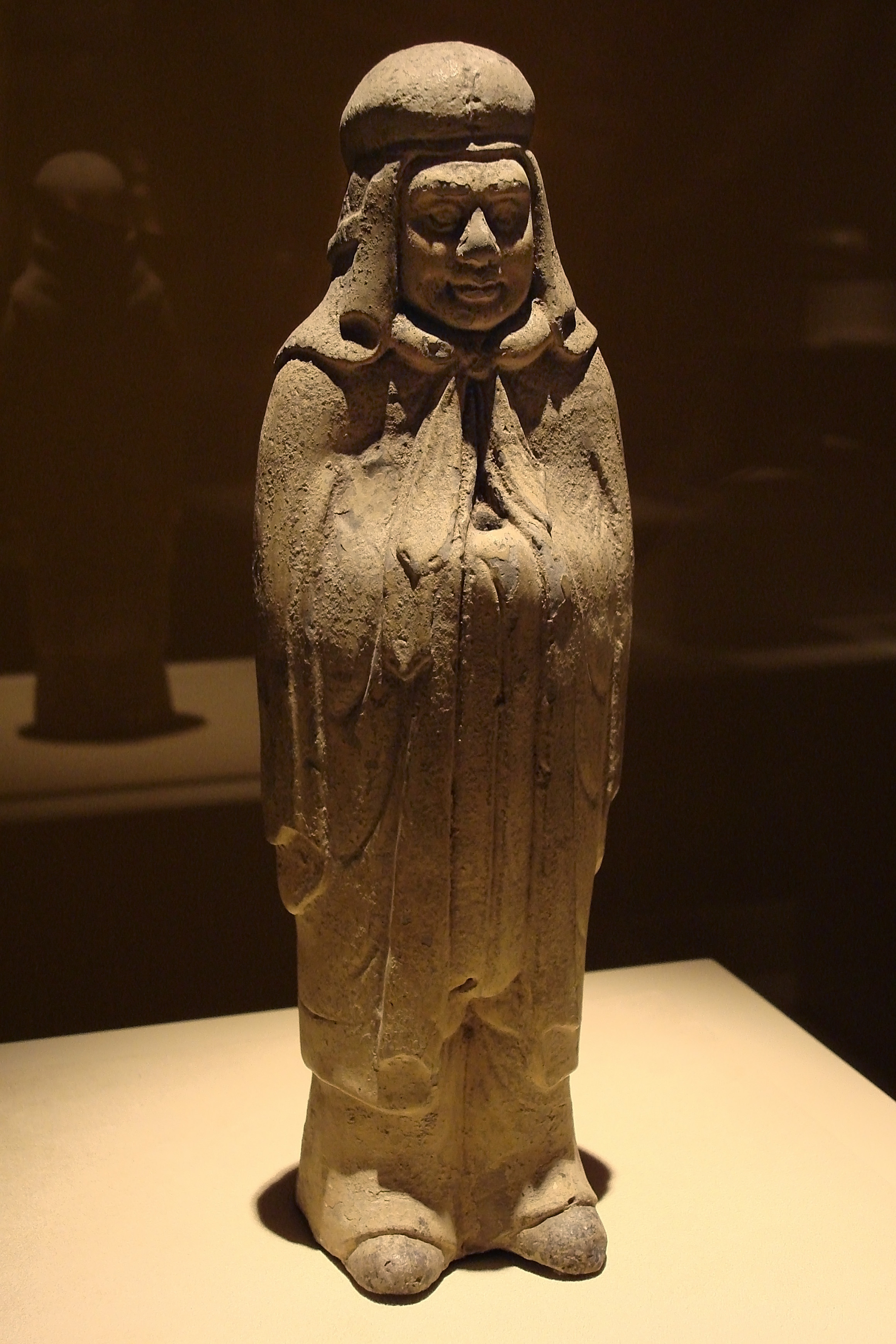
Figura di un guerriero xianbei dell'era delle dinastie settentrionali (386-581 d.C.)

Le statuine xianbei contribuiscono a ritrarre le persone della società rappresentando passatempi, raffigurando abbigliamento specializzato e implicando varie credenze. La maggior parte delle statuine sono state recuperate dalle tombe xianbei, perciò sono primariamente figure militari e musicali destinate a servire i defunti nelle processioni dell'aldilà e a custodire la tomba.  Inoltre, l'abbigliamento delle statuine specifica i conseguenti status sociali; gli Xianbei di rango superiore indossavano vesti con le maniche lunghe con sotto una camicia dal collo dritto, mentre gli Xianbei di rango inferiore indossavano pantaloni e tuniche con cinte.

### Influenze buddhiste
Le influenze buddhiste degli Xianbei furono derivate dalle interazioni con la cultura Han. I burocrati Han aiutarono inizialmente gli Xianbei a gestire il loro stato, ma alla fine gli Xianbei divennero sinofili e promossero la diffusione del buddhismo. L'inizio di questa conversione è evidenziato dall'immaginario di Buddha che emerge nell'arte xianbei. Ad esempio, il copricapo di foglie con il Buddha impresso, illustrato in questa voce, rappresenta perfettamente la conversione e la sintesi buddhista degli Xianbei, dal momento che combina il tradizionale copricapo di foglie nomade xianbei con il nuovo immaginario buddhista. Questa conversione religiosa xianbei continuò to a svilupparsi nella dinastia Wei settentrionale, e portò in definitiva alla creazione delle Grotte di Yungang.

## Persone notevoli
- Kebineng (軻比能, morto 235), un capotribù xianbei che visse durante il periodo della tarda dinastia Han occidentale e dei Tre Regni
- Murong Huang (慕容皝, 297–348), fondatore dello Yan anteriore
- Murong Chui (慕容垂, 326–396), fu un generale dello stato Yan anteriore che in seguito divenne l'imperatore fondatore dello Yan posteriore
- Murong Ke (慕容恪, morto 367), un famoso generale e statista dello stato Yan anteriore
- Tuoba Gui (拓跋珪, 371–409), l'imperatore fondatore dello Wei settentrionale
- Yuwen Tai (宇文泰, 507–556), un generale supremo dello stato Wei occidentale, uno stato successore collaterale dello Wei settentrionale
- Dugu Xin (独孤信, 503–24 aprile 557), un generale supremo dello stato Wei occidentale
- Yuchi Jiong (尉遲迥, morto 580), un generale supremo degli stati Wei occidentale e Zhou settentrionale
- Yuwen Hu (宇文護, 513–572), un reggente dello stato Zhou settentrionale
- Yuwen Yong (宇文邕, 543–578), imperatore dello stato Zhou settentrionale
- Dugu Qieluo (獨孤伽羅, 544–10 settentrionale 602), formalmente imperatrice Wenxian (文獻皇后), fu un'imperatrice della dinastia Sui
- Yang Yichen (dinastia Sui) (楊義臣, morto 617), un generale della dinastia Sui. Durante la fine del regno dell'imperatore Yang, Yang Yichen fu uno dei pochi generali Sui che ebbero successo contro i ribelli agrari
- Yuwen Shu (宇文述, morto 616), un generale supremo della dinastia Sui
- Empress Zhangsun (長孫皇后, 15 marzo 601 – 28 luglio 636), fu un'imperatrice della dinastia Tang. Fu la moglie dell'imperatore Taizong
- Zhangsun Wuji (長孫無忌, morto 659), un funzionario supremo che servì sia come generale sia come cancelliere all'inizio della dinastia Tang
- Yuchi Jingde (尉遲恭, 585–658), un famoso generale che visse all'inizio della dinastia Tang, Yuchi Jingde e un altro generale Qin Shubao sono venerati come dèi della porta nella religione popolare cinese
- Qutu Tong (屈突通, 557-628), un generale delle dinastie Sui e Tang della Cina. Fu incluso tra i 24 funzionari della dinastia Tang onorati sul Padiglione di Lingyan a causa dei suoi contributi nelle guerre durante il periodo transitorio dai Sui ai Tang
- Yu Zhining (于志寧, 588–665), un cancelliere della dinastia Tang, durante i regni dell'imperatore Taizong e dell'imperatore Gaozong

## Discendenti moderni
La maggior parte dei clan Xianbei adottarono cognomi han durante la dinastia Wei settentrionale. Sotto vi è una lista dei clan xianbei che si sa essere stati cambiati in cognomi han.
Gli Otto cognomi nobili xianbei degli Wei settentrionali 八大贵族 erano Buliugu 步六孤, Helai 賀賴, Dugu 獨孤, Helou 賀樓, Huniu 忽忸, Qiumu 丘穆, Gexi 紇奚, e Yuchi 尉遲.
I "Monguor" (Tu) della Cina moderna potrebbero essere discesi dagli Xianbei che furono guidati dal Khan dei Tuyuhun per migrare verso ovest e fondare il Regno Tuyuhun (284-670) nel III secolo e lo Xia occidentale (1038–1227) fino al XIII secolo. Oggi sono distribuiti principalmente nella provincia del Qinghai e del Gansu, e parlano una lingua mongola.
Gli Xibe o "Xibo" credono anche di essere discendenti degli Xianbei, con considerevoli controversie che hanno attribuito le loro origini agli Jurchen, agli Elunchun e agli Xianbei.
I discendenti xianbei tra la popolazione coreana portano cognomi quali Mo 모 mùP, muW (abbreviato da Murong), Seok Sŏk Sek 석 shíP, shihW (abbreviato da Wushilan 烏石蘭, Won Wŏn 원 yuánP, yüanW (il cognome cinese adottato dai Tuoba), Dokgo 독고 DúgūP, TukuW (da Dugu).